# Bivak-barlang (Esztergom)
A Bivak-barlang a Duna–Ipoly Nemzeti Park területén lévő Pilis hegységben található. Magyarország megkülönböztetetten védett barlangjai között van. Régészeti és őslénytani leletek kerültek elő belőle. Turista útikalauzokban is ismertetve van az üreg.

## Leírás
Pilisszentlélek külterületén, a Pilis hegyen lévő Csévi-szirteken helyezkedik el a barlang. A Legény-barlang bejáratától 101°-ra 96 m-re és 70 m-rel feljebb, 536 m tszf. magasságban van a bejárata. Ösvény nem vezet természetes, íves bejáratához, amely 6,8 m széles és 3 m magas. Sziklás, meredek terepen lehet csak eljutni hozzá a turista útikalauzok szerint csak nehéz sziklamászással, de ez erős túlzás.
Karsztvízszint alatti oldódással jött létre a barlang felső triász dachsteini mészkőben. 1953-ban Jánossy Dénes és Vértes László végeztek benne eredményes régészeti ásatást, de nem őrizték meg az ásatáskor előkerült cserépdarabokat, ezért hitelesen nem bizonyítható a barlang középkori lakottsága. A barlang új régészeti ásatásra megfelelő. A barlang aljzata kőzettörmelékből és humuszból áll, elülső részében tüzelőhely van kialakítva. Azonban az egyenetlen terep következtében már kevésbé megfelelő bivakolásra. A bejárat közelében növénytörmelék és avar van. A jobb oldali kőtömböt moha fedi. A falak a belsőbb részeken is algásak, mert a barlangot bevilágítja a napfény.
A végponti hasadék huzatol, elképzelhető, hogy arra lehet a barlang folytatása, ahová azonban a szálkőhasadék tágításával lehet csak bejutni. Csak nehéz mászással érhető el a 4 m magasságban elhelyezkedő és 2,5 m hosszú Emeleti-fülke. A legtöbb pusztuló kis cseppkő itt látható. A bejárat után néhány m-rel a barlang mennyezetéből kéményszerű nyílás vezet ki kb. 10 m magasságban a felszínre. Minden bizonnyal ez vezeti ki a tűz füstjét a szabadba. A falakon ép ujjbegykarr, kondenz borsókő és kis cseppkőképződmények tekinthetők meg. Jobb oldalon korommal van felírva a barlang neve. A falak kormosak a tüzelés miatt, valamint néhány helyen szemét is előfordul. A tág barlang szabadon megtekinthető. Lombhullás után szép a kilátás a bejáratától. Kénylemesen járható a barlang nagy része. Csak az oldalfülkében és a végponti hasadék alaposabb megtekintéséhez kellhet lámpa.
1931-ben volt először Bivak-barlangnak nevezve a barlang az irodalmában. Előfordul a barlang az irodalmában Bivak barlang (Vértes 1965), Bivakbarlang (Horváth, H. Kelemen, Torma 1979), Bivak-sziklaüreg (Kadić 1952), Csévi-szirti Bivak-barlang (Kárpát 1990), Pilisi Bivak-barlang (Schőnviszky 1937), Pilisi-Bivak-barlang (Mezei 1967) és Pilisi Bivak barlang (Bertalan, Schőnviszky 1976) neveken is.

## Kutatástörténet

### 1960-ig
Az 1908-ban kiadott, Esztergom vármegyét ismertető könyv szerint Esztergom vármegyében barlanglakók nyomait nem találták meg, mert nincsenek olyan barlangok, melyekben arra utaló nyomok lennének, hogy bennük régen ősemberek laktak. Erre a vidékre már fejlettebb igényekkel jöttek az első letelepedők, akik állatcsontokból, szarvasagancsból készített szerszámaik mellett már kőszerszámokat is használtak. Ezért nem voltak rászorulva arra, hogy barlangokban, vagy földbe vájt üregekben lakjanak, hanem készíthettek sátrakat, valamint kunyhókat. Azokat a barlangokat, vagy földbe vájt üregeket, amelyekből erdőkben, vagy félreeső, nehezen hozzáférhető vidékeken most is sok van és emberi kultúra nyomai vannak bennük, nem lehettek ősemberek lakhelyei. Azok főleg a tatárjárás és törökpusztítás idejéből való búvólyukak voltak, mert nem vezethetők vissza az ősidőkre az azokban talált tárgyak.
A Természet 1931. évi évfolyamában napvilágot látott, hogy a pilisi Bivak-barlang a Pilis hegy Ny-i lejtőjén helyezkedik el. Tekintélyes nagyságú sziklaüreg. Nagyon kevesen tudnak róla, pedig közvetlen környékét sok turista látogatja minden évben. Nagyon kevesen ismerik még a magyar barlangkutatók közül is. Ismeretlenségének egyik oka, a fő ok az, hogy a barlangot csak rendkívül bonyolult és nagyon nehezen járható úton lehet elérni. A másik ok az, hogy azok, akik ismerik, nem ismertetik, mert kiváló éjszakázóhely (emiatt kapta a nevét) és ezért túlzott látogatottsága nem kívánatos. A Legény-barlang és Leány-barlang felett lévő ösvénytől kb. 10 m-re van a bejárata. Csak nehéz és veszélyes sziklamászással közelíthető meg alulról és felülről. 20–25 perc alatt el lehet jutni hozzá a klastrompusztai menedékháztól. A barlang neve régi, Sebős Károly sem hallott arról, hogy másik neve lenne. A bejárat mellett, a falon látható ez a név, de a korommal írt betűk már csak nehezen olvashatók.

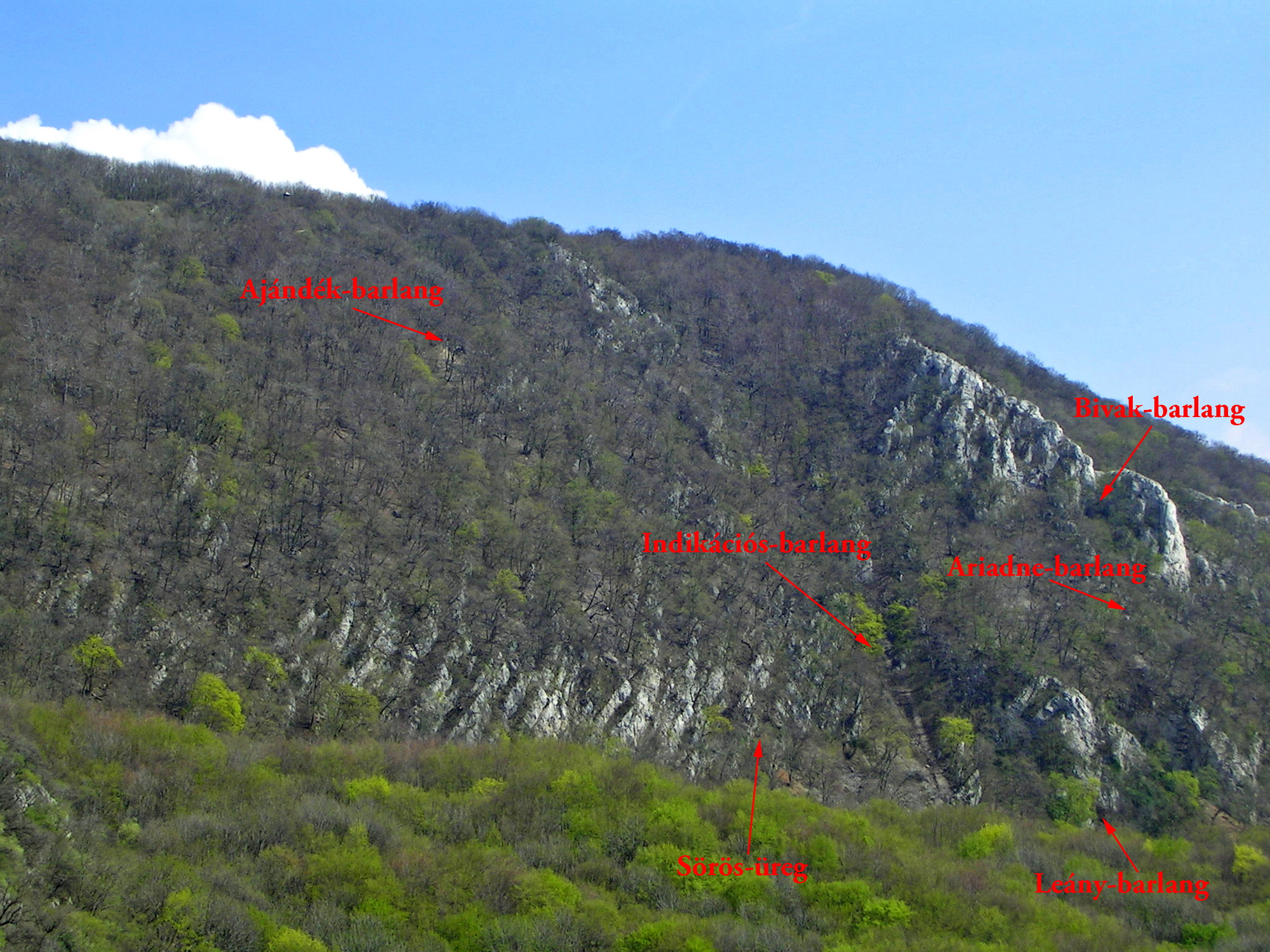
A Csévi-szirteken lévő néhány barlang bejáratának elhelyezkedése

Sok ott töltött éjszakáról tanúskodnak a koromtól barnult falak és a barlang közepén lévő tűzhely sok hamuja. A barlang világos, legnagyobbrészt száraz és jól fűthető. A füst a mellékelt hosszmetszet térképen feltüntetett kürtőn át eltávozhat akadálytalanul. A huzamosabb ideig történő ott tartózkodás nyáron 8–10, télen 4–6 ember számára kellemes. Nagyon szép a kilátás a dachsteini mészkőben létrejött barlangból. 4,5 m magas és 2,8 m széles bejárata Ny-ra néz és ferdén felfelé húzódik. Változó a mennyezet magassága. A bejárat közelében a legmagasabb, ahol több mint 6 m magas, de néhány helyen az 1 m magasságot alig éri el. 24 m hosszú a barlang, amelyből 3 m az oldalfülke és 4 m az emeleti fülke. 13,5 m hosszú és Ny–K irányú a hossztengely.
A barlang átlag 2,5 m széles, legnagyobb szélessége 5,5 m. Majdnem teljesen vízszintes a fenék. 1929-ben készült a barlangban szanaszét heverő kövekből a barlang középső részén megfigyelhető kőfal. Cseppkőképződmény csak az emeleti fülke főtéjén van, azonban ott sem sok. A falak barnák a füsttől, leginkább a tűzhely környékén. A barlangban néhány bogárfélén kívül nagyobb állat nem él. Sebős Károly is csak egyszer látott benne denevért és egyszer egy hatalmas fülesbaglyot, bár sokszor járt a barlangban. Valószínűleg azok is csak ritkán tévednek be, mert az állandó bennetartózkodás legjellemzőbb bizonyítéka, az ürülék, csak nyomokban lelhető fel. Nem történt ásatás a barlangban.
Emiatt a barlang történelem előtti időkre vonatkozó fontossága és értéke még nem tudható, de a közelben lévő Leány-barlangban és Legény-barlangban talált értékes leletek, valamint a Bivak-barlang legfelső, tehát kultúrrétegében talált csontok alapján arra lehet következtetni, hogy nem lenne eredménytelen egy próbaásatás. A tanulmányban publikálva lett a barlangbejárat rajza, a barlang alaprajz térképe és hosszmetszet térképe. Az 1932-ben kiadott Az Aggteleki cseppkőbarlang és környéke című könyvben a Pilis hegység és a Visegrádi-hegység barlangjai között meg van említve a Bivak-barlang Sebős Károly tanulmánya alapján. Az 1932. évi Turistaság és Alpinizmusban közölve lett, hogy Kormos Tivadar megbízásából ifj. Sebős Károly kétszer próbaásatást végzett a pilisi Bivak-barlangban. Eredményesek voltak az ásatások (diluviális fauna, leginkább barlangi medve csontok) és ezért folytatódni fog az ásatás nemsokára.

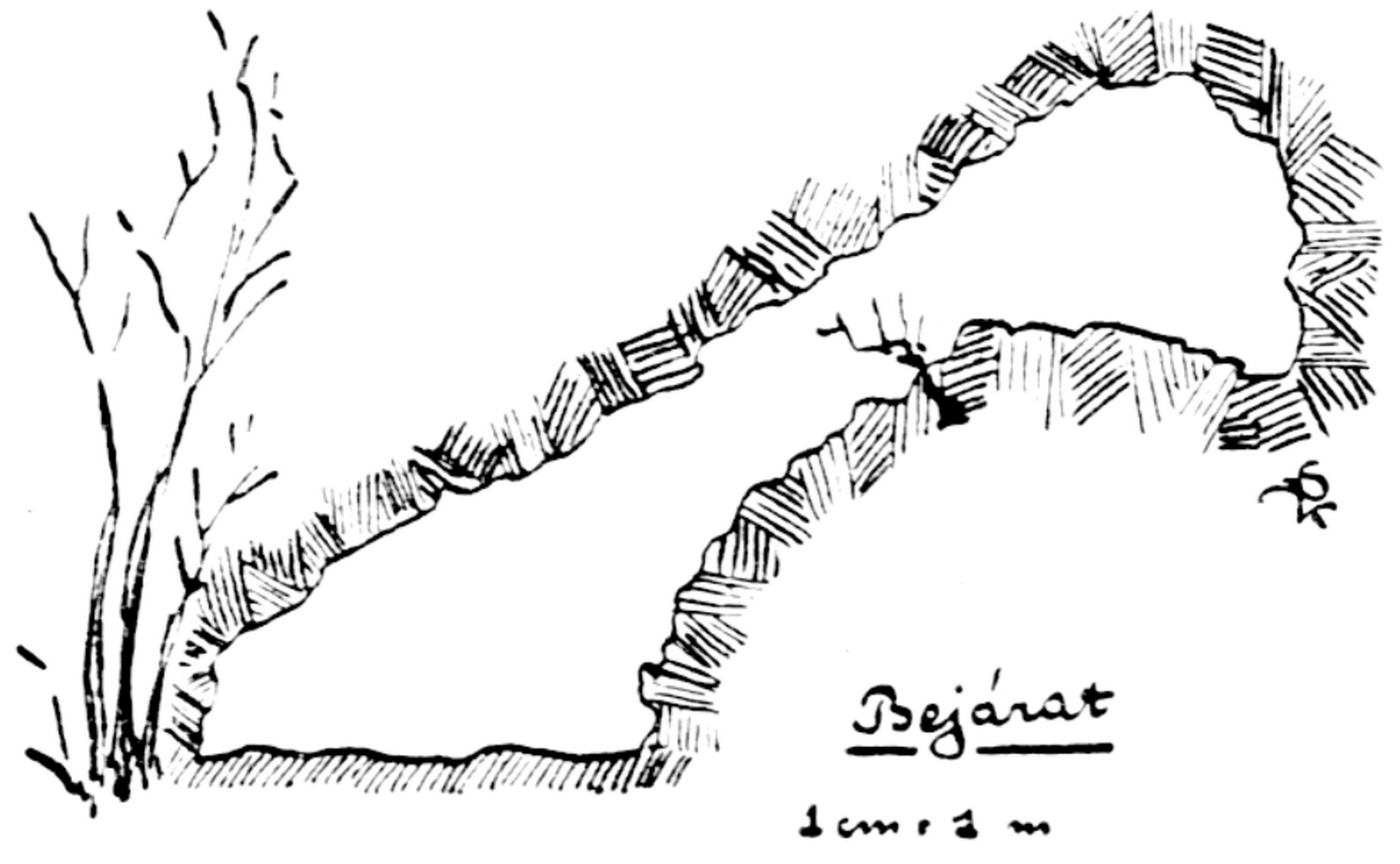
A Bivak-barlang bejáratának Sebős Károly által készített és 1931-ben publikált rajza

Az Erdészeti Lapok 1935. évi évfolyamában publikálva van, hogy a Pilis hegy Ny-i oldalán, a Legény-barlanghoz és a Leány-barlanghoz közel, a klastrompusztai menedékház felett van az ifj. Sebős Károly által ismertetett barlang. A neve onnan ered, hogy a turisták itt szoktak aludni. A bejárat 4,5 m magas és 2,8 m széles. A 24 m hosszú barlang legnagyobb szélessége 5,5 m. Nincs feltárva, még próbaásatás sem volt benne. A Turisták Lapja 1937. évi évfolyamában lévő tanulmányban az van írva, hogy a Pilisi Bivak-barlang a Pilis hegy Ny-i oldalában fekvő Csévi-szirteken van. A Legény-barlang és Leány-barlang felett vezető ösvényről csak sziklamászással közelíthető meg bejárata, amely dachsteini mészkőben jött létre és ferde.
Sebős Károly ismertetése alapján 24 m hosszú, átlag 2,5 m széles és különböző magasságú. A közepén látható kis kőfal és a mögötte lévő tűzhely egy hátsó, tanyázásra megfelelő odút alkot. Az 1943. évi Barlangvilágból megtudható, hogy 1943. március 13-tól 15-ig Bertalan Károly, Albert Béla, Szenes János és Szántho Róbert barlangtanilag kutatták Klastrompuszta környékét, és ekkor sikeres őslénytani ásatásokat végeztek a barlangban. Bertalan Károly javasolta a barlang kutatásának folytatását. Kadić Ottokár 1952-ben befejezett kéziratában az van írva, hogy a Bivak-sziklaüreget Sebős Károly kutatta és mérte fel 1931-ben. Vizsgálatainak eredményét A Természet 1931. évi évfolyamában közölte röviden. A kéziratban kivonatosan meg van ismételve az 1931-es ismertetés.
Az Archaeologiai Értesítő 1955. évi évfolyamában az olvasható, hogy a lovasi festékbánya kora a würm interstadiálisnak valószínűleg az első harmadára, de mindenképpen a jégmentes szakaszra tehető, és kultúrája azonosítható a Bivak-barlang, a Kis-kevélyi-barlang, a Pilisszántói 2. sz. kőfülke, a Jankovich-barlang, a Szelim-lyuk, a Csákvári-barlang és a Magyarországon kívül található, de leletanyagában azonos Pálffy-barlang felső rétegének leleteivel, melyeket közös megjelöléssel a szeleta-kultúra dunántúli csoportjának nevezünk. A Bivak-barlangot 1953-ban Vértes László és Jánossy Dénes ásatták. Folyamatban van feldolgozása. Régészeti leletanyagában vannak csonteszközök és babérlevélhegy.

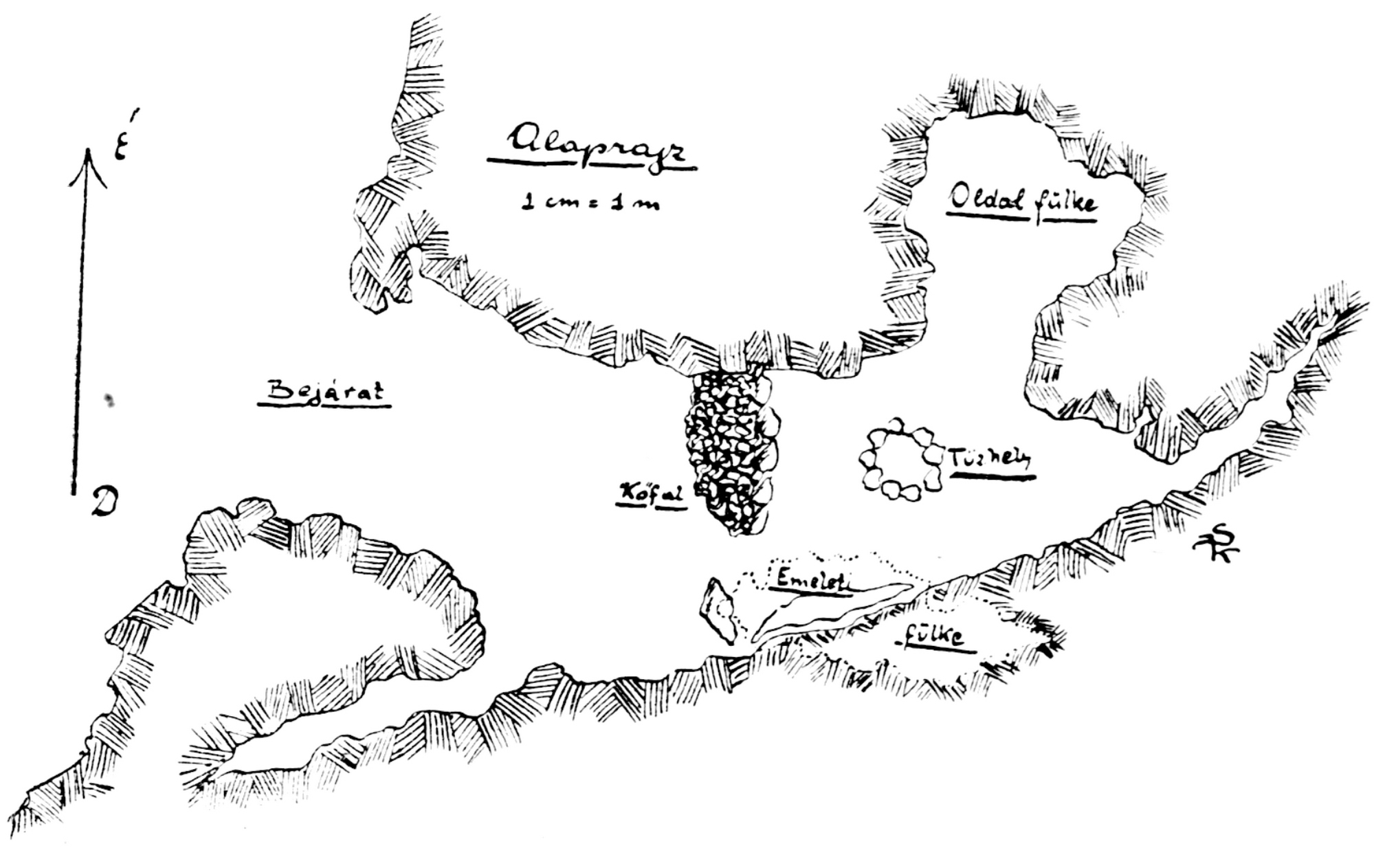
A Bivak-barlang Sebős Károly által készített és 1931-ben publikált alaprajz térképe

Az 1956. évi Karszt- és Barlangkutatási Tájékoztatóban publikált beszámolóban közölve lett, hogy a magyar barlangkutatók második országos ankétjének 1956. augusztus 19-én tartott második ülésszakán Rádai Ödön olvasta fel Vértes László előadását, amelynek címe A barlangkutatással kapcsolatos legújabb ősrégészeti és őslénytani kutatások. Az előadásban elhangzott, hogy új, Magyarországon addig még nem alkalmazott módszereket próbáltak ki a Bivak-barlangban, a Bivak-barlang ásatásakor, amelyben annak idején Bertalan Károly végezte a próbaásatást.
Az 1958-ban kiadott, Patay Pál által írt könyvfejezetben szó van arról, hogy a Pilis hegységben található Bivak-barlang 1954. évi, Jánossy Dénes és Vértes László által végzett ásatásakor új, a Würm 1–2. interstadiális idejére helyezhető leleteket fedeztek fel, amelyek a solutréi kultúra középső fokozatába, az új vizsgálatok szerint a szeleta-kultúra külön fejlődött, dunántúli csoportjába sorolhatók. A Bivak-barlang leletanyaga még publikálás előtt áll. Az 1960. évi Karszt- és Barlangkutatásban napvilágott látott tanulmányban az van írva, hogy az örvös lemming előfordulása a Tekeres-völgyben nem elszigetelt jelenség, mint a közép-franciaországi lelőhelyeken, mert a Budai-hegységben és a Gerecse hegységben több barlangban, például a Bivak-barlangban is előfordult a faj.

### 1965–1977

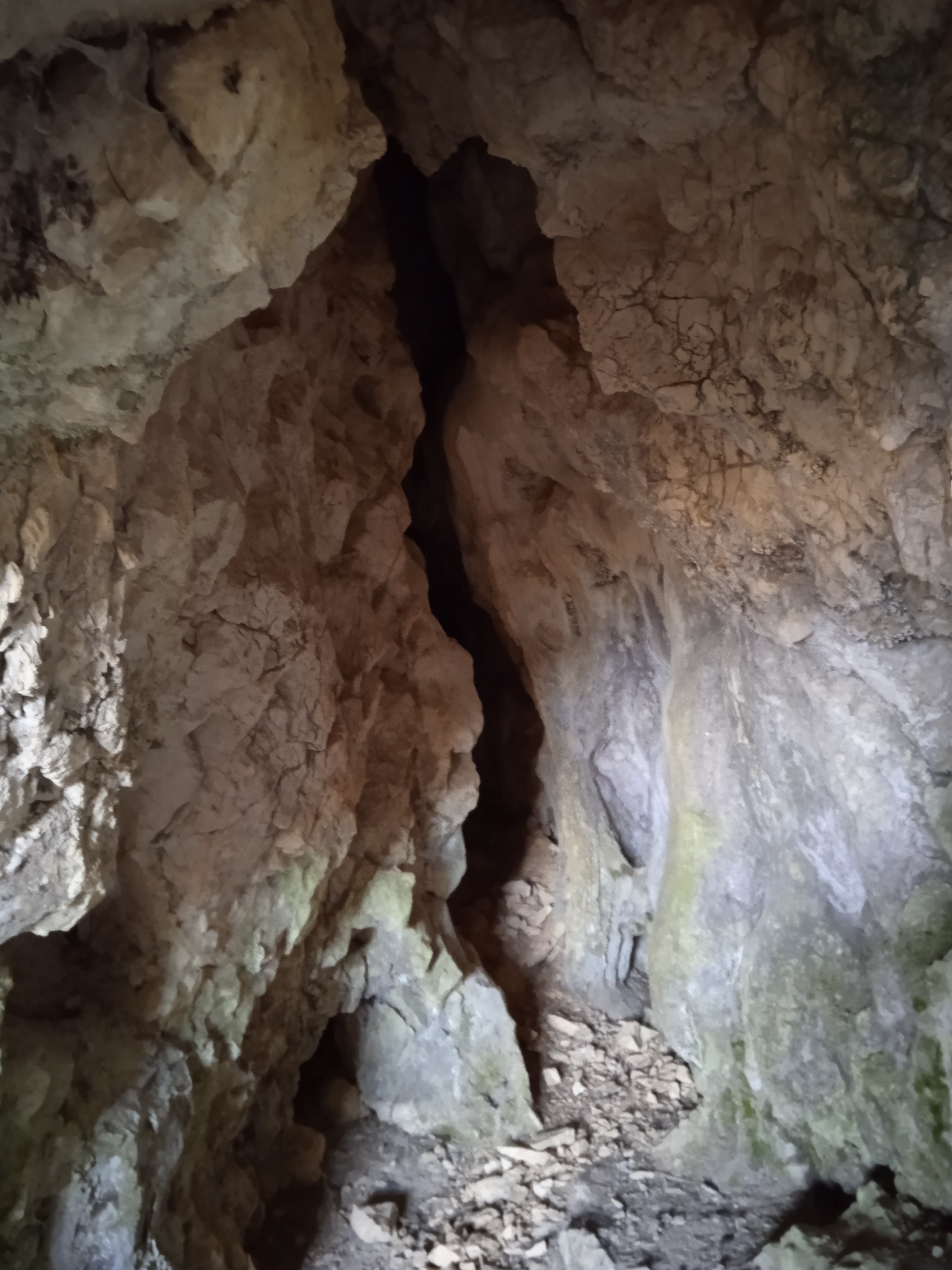
A Bivak-barlang belseje

A Vértes László által írt, 1965-ben megjelent könyvben az olvasható, hogy a Pilis hegy Ny-i lejtőjén, a Leány-barlang és a Legény-barlang felett van a Bivak-barlang bejárata. A hasadékjellegű kis Bivak-barlang csak viszonylag nehéz mászással érhető el. 1953-ban Vértes László és Jánossy Dénes tárták fel. Gazdag faunája és egyértelműen tagolt rétegsora jó kronológiai adatokat nyújtott az üregben felfedezett kevés, de tipikus régészeti anyaghoz. A humusztalaj alatt sárga, alatta narancssárga, az alatt pedig sárgásszürke, szürke, végül barna kitöltés húzódott. A barna kitöltésben lévő, nagyon lekoptatott mészkőtörmelék utalt a kialakulás idején történt krioturbációra (42. tábla 1. kép).
A sárga rétegből lemming és boreo-alpesi rágcsálók kerültek elő, de mellettük előfordult barlangi medve és néhány egyéb erdei faj is. A sárgásszürke ehhez hasonló réteg, de több barlangi medve volt benne. A szürke réteg uralkodó faja a barlangi medve, de volt benne óriásgím is. A rétegben előfordult lemming (0,3%) is, de hiányoztak a hidegjelző rágcsálók. A barna réteg faunájának 86%-a barlangi medve, mellette néhány jellegtelen kísérőfaj feküdt. A kitöltés anyaga vizsgálva lett kőzettanilag és ásványtanilag. Az összes adat azonos eredményt szolgáltatott. A barna réteg és a szürke réteg eszerint a W ½-interstadiális idején jött létre. Az utóbbi az interstadiális fiatalabb és humidabb időszakában. A szürkéssárga az utána következő, W 2-eljegesedést bevezető tundraidőszakban. A két felső réteg a W 2 és W 3 kontinentális szakaszában, a korai posztglaciálisba is belenyúlva rakódott le.
A szürke rétegből, illetve a szürke és a sárgásszürke réteg határáról néhány, dunántúli jellegű szeletai eszköz, közöttük egy szép kidolgozású, tipikus nyeles levélhegy került elő. Megmunkálása ugyanolyan mint a Jankovich-barlang kezdetleges hegyeinek megmunkálása. A dunántúli szeletai korai szintjére jellemzőek a vele együtt talált kaparók, Szeleta-kaparók és durva pengék is. Kíséretükben látott napvilágot két csonteszköztöredék. Ez utóbbiakat arányaik, kidolgozásuk és méretük alapján, hasított alapú hegy töredékeinek lehet meghatározni (40. tábla 4–6. kép). A dunántúli szeleta-kultúra kora legbiztosabban a Bivak-barlang leletei alapján állapítható meg. Ez a fentiek alapján, idős szakaszában a W ½-interstadiális második felében és a W 2 tundraidőszakban létezett. A leletek szerint akkor jelent meg az aurignacien I. kultúra is a területen, valamint az ottani szeleta-kultúrára akkor volt befolyással. A Pilisszántói 2. sz. kőfülke leletanyaga a Bivak-barlangból előkerült leletek kormeghatározásának kontrolljaként használható. A Pilisszántói 2. sz. kőfülke a Bivak-barlangtól néhány km-re fekszik.
A Bivak-barlangban talált és a többi datálható lelet kora a W 2 bevezető, (nedves) még nem kontinentális tundraszakaszára helyezhető. Legfiatalabbnak tűnik a bizonytalan ásatási körülményei miatt csak fenntartásokkal kezelhető, Szelim-barlangból előkerült lelet, amellyel együtt valószínűleg a lemming is felbukkant már, de ez ellen a következtetés ellen jó érveket szolgáltat a Bivak-barlang egyértelmű sztratigráfiája. Megemlítendők a Bivak-barlang felső rétegének eszközei a magyarországi, a Dunától nyugatra lévő gravetti kultúra leleteivel kapcsolatban. A barlang sárga rétegének júliusi átlaghőmérséklete 12 °C (Kretzoi Miklós adatai szerint számítva), azaz a W 3 maximumában jött létre. (Ságvárnál idősebb.) Ugyanekkor a közeli Jankovich-barlangban és a Pilisszántói-kőfülkében már a (jellegzetes) barlangi gravetti élt. Csak egy pengetöredékre, egy sarkos árvésőre és egy Arca vagy Cardium kagyló töredékére bukkantak rá a Bivak-barlangban. A két kovaeszköznek nem azonos a jellege a barlangi gravetti eszközeiével. Emiatt (a lelet korát és a penge jellegét figyelve) az sem kizárt, hogy az üreget átmeneti tanyaként használták valamelyik (ekkor létező) gravetti csoport vadászai.
Kőzettani adatok. Szemeloszlás:
|                     | > 0,5 mm | 0,5–0,01 mm | < 0,01 mm |
| ------------------- | -------- | ----------- | --------- |
| 1. sárga, lemminges | 30       | 60          | 10        |
| 2. narancssárga     | 43       | 45          | 12        |
| 3. szürkéssárga     | 80       | 4           | 16        |
| 4. szürke           | 90       | 8           | 2         |
| 5. barna            | 84       | 14          | 2         |

A szemeloszlás jelzőszámai:
|              | Korróziós index | > 5 mm / < 0,5 mm | Schönhals-index | 0,1–0,05 mm / 0,05–0,02 mm |
| ------------ | --------------- | ----------------- | --------------- | -------------------------- |
| sárga        | 1,1             | 0,3               | 51              | 0,7                        |
| narancssárga | 1               | 0,6               | 53              | 0,5                        |
| szürkéssárga | 1,6             | 3,5               | 53              | 0,4                        |
| szürke       | 1,6             | 8,5               | 48              | 0,5                        |
| barna        | 1,1             | 5                 | 44              | 0,5                        |

Vegyvizsgálati adatok
|              | alumínium-oxid / (szilícium-dioxid / 4) | kalcium-karbonát | szilícium-dioxid | alumínium-oxid | vas(III)-oxid |
| ------------ | --------------------------------------- | ---------------- | ---------------- | -------------- | ------------- |
| sárga        | 0,8                                     | 30               | 47,3             | 9,19           | 3,55          |
| narancssárga | 0,8                                     | 34               | 46,5             | 9,8            | 5,2           |
| szürkéssárga | 1                                       | 56               | 29,5             | 7,45           | 2,6           |
| szürke       | 1                                       | 57               | 30,6             | 7,84           | 2,92          |
| barna        | 2,1                                     | 58               | 22,7             | 12,14          | 3,09          |

Ásványtani adatok (Herrmann Margit szerint)
- Limonit–magnetit / egyéb nehézásvány arány: sárga = 0,45, narancssárga = 0,67, szürkéssárga = 0,88, szürke = 1,44, barna = 2,7.

Részletes felsorolás:
|               | Sárga | Narancssárga | Szürkéssárga | Szürke | Barna |
| ------------- | ----- | ------------ | ------------ | ------ | ----- |
| gránát        | 26,4  | 29,1         | 12,4         | 8      | 5,4   |
| limonit       | 22,2  | 22,8         | 28,9         | 6,1    | 62,8  |
| magnetit      | 11,1  | 18,2         | 19,4         | 54,2   | 12,1  |
| epidot        | 4,2   | 5            | 4,1          | 8,8    | 1,9   |
| chlorit       | 9,7   | 5            | 7,6          | 0,4    | 1,4   |
| cyanit        | 4,2   | 1,8          | 4,1          | 4,2    | 1,4   |
| staurolit     | 4,2   | 0,5          | 1,4          | 7,7    | 1,4   |
| turmalin      | 1,4   | 3,6          | 8,2          | 3,4    | 2,9   |
| zöld amfibol  | 5,5   | –            | –            | 0,8    | –     |
| barna amfibol | –     | 0,5          | 0,8          | –      | –     |
| ilmenit       | 9,7   | 7,2          | 4,1          | 1,9    | 8,7   |
| cirkon        | –     | 0,9          | 1,4          | 2,2    | 0,5   |
| rutil         | 1,4   | 0,9          | 0,7          | 0,4    | –     |
| kalcit        | –     | 3,2          | 4,8          | 1,5    | 0,5   |
| zoizit        | –     | 0,5          | –            | –      | –     |
| kőzetüveg     | –     | –            | 2,1          | 0,4    | 1     |

Varrók Sarolta szerint a barlang jégkori rétegeinek faunája:
| Sárga réteg | |
| --- | --- |
| \| - Rana sp. – 1 = 0,4% - Talpa europaea L. – 11 = 4,3% - Citellus citellus L. – 10 = 4% [8] - Cricetiscus songorus PALLAS – 1 = 0,4% [14] - Clethrionomys glareolus SCHREBER – 4 = 1,6% - Arvicola amphibius L. – 6 = 2,3% [16] - Microtus arvalis PALLAS – 4 = 1,5% - Microtus gregalis-anglicus-Gruppe – 16 = 6,2% - Microtus oeconomus PALLAS – 3 = 1,2% - Microtus nivalis MARTINS – 9 = 3,5% [18] - Dicrostonyx torquatus-henseli-Gruppe – 8 = 3,1% - Apodemus sylvaticus L. – 1 = 0,4% \| - Ochotona spelaea OWEN – 16 = 6,2% [36] - Lepus timidus L. – 85 = 33% - Vulpes vulpes L. – 5 = 2% - Ursus spelaeus ROSENMÜLLER – 56 = 22% - Mustela nivalis L. – 1 = 0,4% - Mustela erminea L. – 6 = 2,3% - Felis ferus SCHREBER – 1 = 0,4% - Lynx lynx L. – 1 = 0,4% - Sus scrofa L. – 2 = 0,8% - Cervus elaphus L. – 2 = 0,8% - Rangifer tarandus L. – 2 = 0,8% - Capra ibex L. – 5 = 2% \| | |
| - Rana sp. – 1 = 0,4% - Talpa europaea L. – 11 = 4,3% - Citellus citellus L. – 10 = 4% [8] - Cricetiscus songorus PALLAS – 1 = 0,4% [14] - Clethrionomys glareolus SCHREBER – 4 = 1,6% - Arvicola amphibius L. – 6 = 2,3% [16] - Microtus arvalis PALLAS – 4 = 1,5% - Microtus gregalis-anglicus-Gruppe – 16 = 6,2% - Microtus oeconomus PALLAS – 3 = 1,2% - Microtus nivalis MARTINS – 9 = 3,5% [18] - Dicrostonyx torquatus-henseli-Gruppe – 8 = 3,1% - Apodemus sylvaticus L. – 1 = 0,4% | - Ochotona spelaea OWEN – 16 = 6,2% [36] - Lepus timidus L. – 85 = 33% - Vulpes vulpes L. – 5 = 2% - Ursus spelaeus ROSENMÜLLER – 56 = 22% - Mustela nivalis L. – 1 = 0,4% - Mustela erminea L. – 6 = 2,3% - Felis ferus SCHREBER – 1 = 0,4% - Lynx lynx L. – 1 = 0,4% - Sus scrofa L. – 2 = 0,8% - Cervus elaphus L. – 2 = 0,8% - Rangifer tarandus L. – 2 = 0,8% - Capra ibex L. – 5 = 2% |

| Sárgásszürke réteg | |
| --- | --- |
| \| - Talpa europaea L. – 16 = 5,7% - Sorex araneus L. – 1 = 0,4% - Myotis daubentonii LEISLER – 1 = 0,4% - Citellus citellus L. – 4 = 1,4% [8] - Citellus rufescens KAYSERLING & BLASIUS – 1 = 0,4% [9] - Spalax sp. – 1 = 0,4% - Cricetus cricetus L. – 2 = 0,7% - Cricetiscus songorus PALLAS – 1 = 0,4% [14] - Arvicola amphibius L. – 6 = 2% [16] - Microtus gregalis-anglicus-Gruppe – 20 = 7% - Microtus oeconomus PALLAS – 3 = 1% - Microtus nivalis MARTINS – 6 = 2% [18] - Microtus sp. – 2 = 0,7% - Dicrostonyx torquatus-henseli-Gruppe – 5 = 1,8% \| - Ochotona spelaea OWEN – 13 = 4,6% [36] - Lepus timidus L. – 79 = 28% - Vulpes vulpes L. – 2 = 0,7% - Alopex lagopus L. – 1 = 0,4% - Ursus spelaeus ROSENMÜLLER – 94 = 33,4% - Martes martes L. – 2 = 0,7% - Mustela nivalis L. – 1 = 0,4% - Mustela erminea L. – 3 = 1% - Crocuta spelaea GOLDFUSS – 1 = 0,4% [33] - Lynx lynx L. – 3 = 1% - Equus sp. – 2 = 0,7% - Rangifer tarandus L. – 4 = 1,4% - Capra ibex L. – 5 = 1,8% - Bison sp. – 2 = 0,6% \| | |
| - Talpa europaea L. – 16 = 5,7% - Sorex araneus L. – 1 = 0,4% - Myotis daubentonii LEISLER – 1 = 0,4% - Citellus citellus L. – 4 = 1,4% [8] - Citellus rufescens KAYSERLING & BLASIUS – 1 = 0,4% [9] - Spalax sp. – 1 = 0,4% - Cricetus cricetus L. – 2 = 0,7% - Cricetiscus songorus PALLAS – 1 = 0,4% [14] - Arvicola amphibius L. – 6 = 2% [16] - Microtus gregalis-anglicus-Gruppe – 20 = 7% - Microtus oeconomus PALLAS – 3 = 1% - Microtus nivalis MARTINS – 6 = 2% [18] - Microtus sp. – 2 = 0,7% - Dicrostonyx torquatus-henseli-Gruppe – 5 = 1,8% | - Ochotona spelaea OWEN – 13 = 4,6% [36] - Lepus timidus L. – 79 = 28% - Vulpes vulpes L. – 2 = 0,7% - Alopex lagopus L. – 1 = 0,4% - Ursus spelaeus ROSENMÜLLER – 94 = 33,4% - Martes martes L. – 2 = 0,7% - Mustela nivalis L. – 1 = 0,4% - Mustela erminea L. – 3 = 1% - Crocuta spelaea GOLDFUSS – 1 = 0,4% [33] - Lynx lynx L. – 3 = 1% - Equus sp. – 2 = 0,7% - Rangifer tarandus L. – 4 = 1,4% - Capra ibex L. – 5 = 1,8% - Bison sp. – 2 = 0,6% |

| Szürke réteg | |
| --- | --- |
| \| - Talpa europaea L. – 2 = 0,6% - Citellus citellus L. – 3 = 0,8% [8] - Citellus rufescens KEYS. & BLAS. – 1 = 0,3% [9] - Cricetiscus songorus PALLAS – 1 = 0,3% [14] - Arvicola amphibius L. – 4 = 1,1% [16] - Microtus oeconomus PALLAS – 1 = 0,3% - Dicrostonyx torquatus-henseli-Formenkreis – 1 = 0,3% [21] - Lepus timidus L. – 18 = 4,9% - Canis spelaeus GOLDFUSS – 1 = 0,3% \| - Vulpes vulpes L. – 5 = 1,4% - Ursus arctos L. – 1 = 0,3% - Ursus spelaeus ROSENMÜLLER – 306 = 84,0% - Sus scrofa L. – 1 = 0,3% - Cervus elaphus L. – 1 = 0,3% - Megaloceros giganteus BLUMENBACH – 1 = 0,3% - Rangifer tarandus L. – 2 = 0,6% - Capra ibex L. – 14 = 3,9% \| | |
| - Talpa europaea L. – 2 = 0,6% - Citellus citellus L. – 3 = 0,8% [8] - Citellus rufescens KEYS. & BLAS. – 1 = 0,3% [9] - Cricetiscus songorus PALLAS – 1 = 0,3% [14] - Arvicola amphibius L. – 4 = 1,1% [16] - Microtus oeconomus PALLAS – 1 = 0,3% - Dicrostonyx torquatus-henseli-Formenkreis – 1 = 0,3% [21] - Lepus timidus L. – 18 = 4,9% - Canis spelaeus GOLDFUSS – 1 = 0,3% | - Vulpes vulpes L. – 5 = 1,4% - Ursus arctos L. – 1 = 0,3% - Ursus spelaeus ROSENMÜLLER – 306 = 84,0% - Sus scrofa L. – 1 = 0,3% - Cervus elaphus L. – 1 = 0,3% - Megaloceros giganteus BLUMENBACH – 1 = 0,3% - Rangifer tarandus L. – 2 = 0,6% - Capra ibex L. – 14 = 3,9% |

| Barna réteg | |
| --- | --- |
| \| - Spalax sp. – 1 = 0,7% - Arvicola amphibius L. – 2 = 1,3% [16] - Microtus sp. – 5 = 3,3% - Ochotona spelaea OWEN – 1 = 0,7% [36] \| - Lepus timidus L. – 5 = 3,5% - Ursus spelaeus ROSENMÜLLER – 129 = 86% - Lynx lynx L. – 3 = 2% - Capra ibex L. – 3 = 2% \| | |
| - Spalax sp. – 1 = 0,7% - Arvicola amphibius L. – 2 = 1,3% [16] - Microtus sp. – 5 = 3,3% - Ochotona spelaea OWEN – 1 = 0,7% [36] | - Lepus timidus L. – 5 = 3,5% - Ursus spelaeus ROSENMÜLLER – 129 = 86% - Lynx lynx L. – 3 = 2% - Capra ibex L. – 3 = 2% |

Ősnövénytani adatok (Stieber József szerint)
| Minta        | Quercus | Tilia | Rosa | Prunus spinosa | Prunus mahaleb | Taxus | Acer pseudoplatanus | Pseudotsuga sp. |
| ------------ | ------- | ----- | ---- | -------------- | -------------- | ----- | ------------------- | --------------- |
| Bk/1 (barna) | 1       | 1     | 1    | 1              | 1              | 2     | 1                   | –               |
| Bk/2 (sárga) | –       | –     | –    | –              | –              | 5     | –                   | 1               |

Átlaghőmérsékleti adatok Kretzoi Miklós szerint:
| Sárga rétegből előkerült faj | %    | az elterjedési terület júliusi átlaghőmérséklete (°C) | faj % (átlag) |
| ---------------------------- | ---- | ----------------------------------------------------- | ------------- |
| Clethrionomys                | 9,3  | 15 °C                                                 | 139,5         |
| Arvicola                     | 14,6 | 17,5                                                  | 255,5         |
| Microtus arvalis             | 9,3  | 21                                                    | 195,9         |
| Microtus gregalis            | 39   | 10                                                    | 390           |
| Microtus oeconomus           | 7,3  | 12,5                                                  | 91,2          |
| Dicrostonyx                  | 19,5 | 7,5                                                   | 146,3         |
| Összesen                     | –    | –                                                     | 1218,4        |

Júliusi átlag = 12,2 °C.
A könyvben lévő 60. ábrán a Bivak-barlangban talált rétegek anyagának szemcseméret-megoszlási görbéje figyelhető meg. A 40. táblán látható egy csonteszköz töredék (4. kép), egy levélhegy (5. kép) és egy Szeleta-kaparó (6. kép), amelyek a Bivak-barlangból kerültek elő. A 42. tábla 1. képén a Bivak-barlang ásatás közbeni állapota van bemutatva.
Az 1967-ben napvilágot látott, Pilis útikalauz című munkában le van írva, hogy a Pilisi-Bivak-barlang a Leány-barlang és a Legény-barlang felett elhelyezkedő ösvénytől kb. 10 m-re, a meredeken leszakadó sziklafalban nyílik. Csak nehéz sziklamászással közelíthető meg alulról is és felülről is. A dachsteini mészkőben keletkezett barlang Ny-ra tekintő, tág, ferde nyílású bejáratán keresztül 14 m hosszú, 3–4 m széles üregbe lehet jutni, amely (mint neve is jelzi) tanyázásra, éjszakázásra nagyon alkalmas. Száraz, megfelelően fűthető (a füst egy kürtőn akadálytalanul eltávozik), ezért 6–8 embernek kényelmes szálláshely még télen is. Ezen felül szép kilátás nyílik belőle. Az 1968. évi Karszt és Barlangban publikálva lett, hogy Vértes László 1951-ben a Magyar Nemzeti Múzeum Őskőkori Gyűjteményének lett a vezetője és ezután korszerű módszerekkel új ásatásokat irányított a klasszikus paleolitos lelőhelyeken, pl. a Bivak-barlangban.

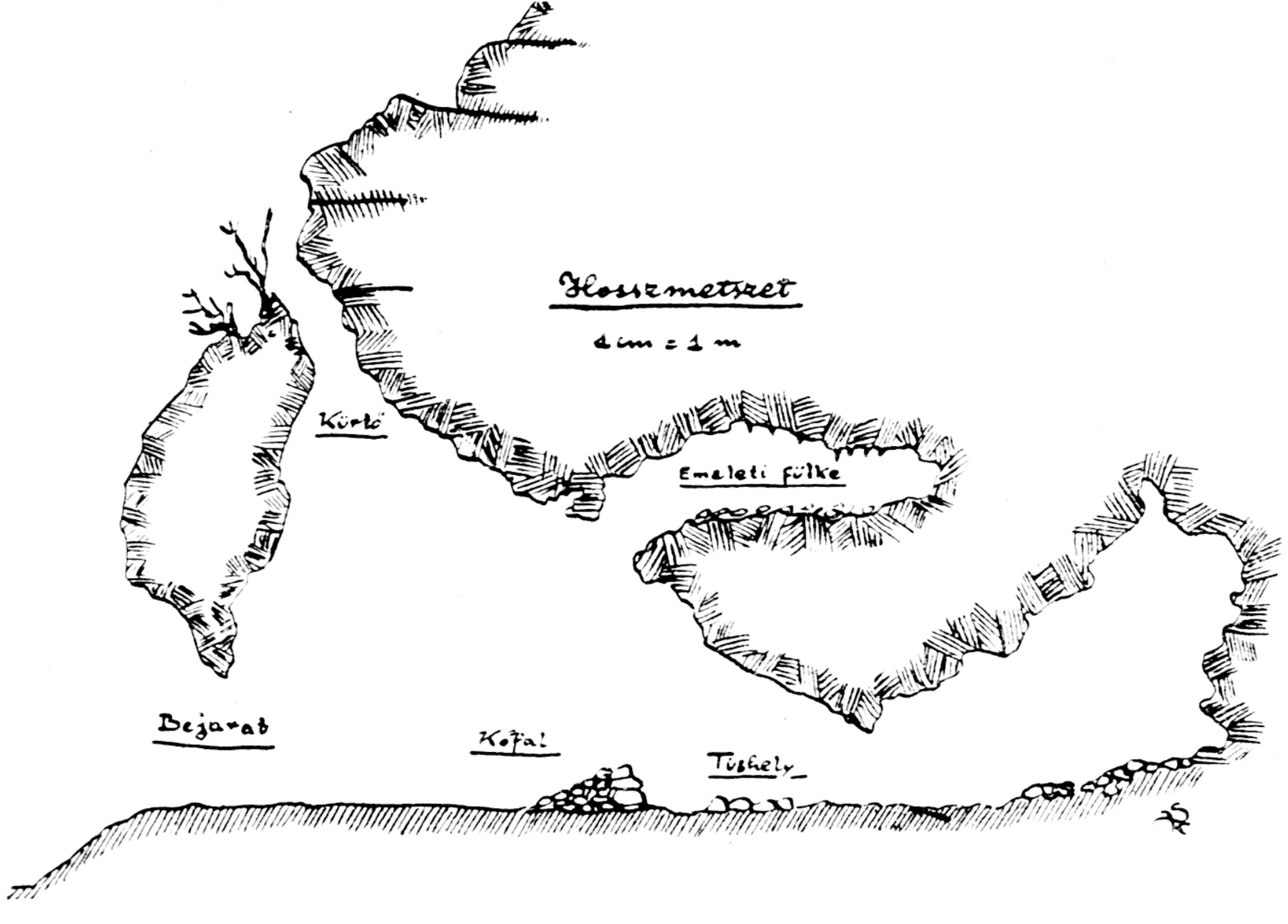
A Bivak-barlang Sebős Károly által készített és 1931-ben publikált hosszmetszet térképe

Az 1974-ben napvilágot látott, Pilis útikalauz című könyvben, a Pilis hegység és a Visegrádi-hegység barlangjainak jegyzékében (19–20. old.) meg van említve, hogy a Pilis hegység és a Visegrádi-hegység barlangjai között van a Bivak-barlang (Pilisi-) és a Pilisi-Bivak-barlang. A Pilis hegység barlangjait leíró rész Pilisi-Bivak-barlangról szóló leírása némileg megegyezik az 1967-ben kiadott útikalauz Bivak-barlangot bemutató leírásával. Az 1976-ban befejezett, Magyarország barlangleltára című kéziratban az olvasható, hogy a Bivak-barlang másik neve Pilisi-Bivak-barlang. A Pilis hegységben lévő Pilis-vonulatban, Pilisszentléleken helyezkedik el. A Pilis hegy Ny-i lejtőjén van a bejárata. A Legény-barlang felett fekvő ösvénytől 10 m-re, 525 m tszf. magasságban található. A K–Ny irányú hasadék mentén kimállott barlang 14 m hosszú, 6 m magas és 5 m széles. A kézirat barlangra vonatkozó része 3 irodalmi mű alapján lett írva.

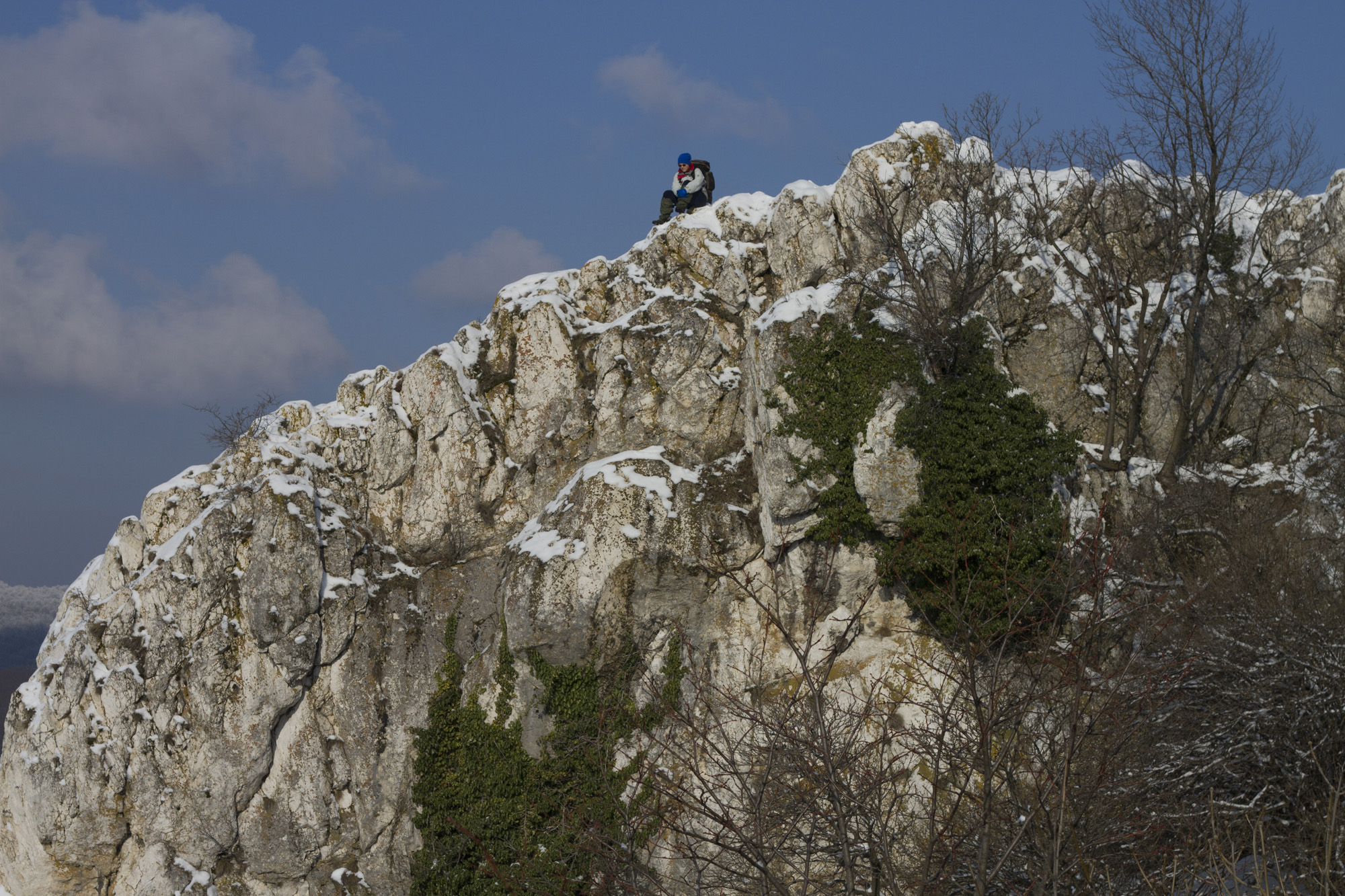
A Bivak-borda, ahol a Bivak-barlang található

A Bertalan Károly és Schőnviszky László által összeállított, 1976-ban megjelent Magyar barlangtani bibliográfia barlangnévmutatójában meg van említve a Pilis hegységben lévő barlang Pilisi Bivak barlang néven. A barlangnévmutatóban fel van sorolva 7 irodalmi mű, amelyek foglalkoznak a barlanggal. Az 1977. évi Karszt és Barlangban lévő, Jánossy Dénes által írt áttekintésben szó van arról, hogy a pilisi Bivak-barlang azok között a Dunántúlon lévő, felső pleisztocén–holocén üledékeket tartalmazó barlangok között van, amelyek nem adtak jelentős újdonságot. A publikációban van egy Magyarország térkép, amelyen azoknak a Magyarországon lévő barlangoknak a földrajzi elhelyezkedése figyelhető meg, amelyek őslénytani leleteik miatt ismertek. A térképen látható a Dunántúl lelőhelyei közé sorolt Bivak-barlang földrajzi elhelyezkedése. A folyóirat 1977. évi különszámába bekerült az áttekintés angol nyelvű változata. Ebben a tanulmányban is közölve lett a térkép, amelyen Bivak Cave a barlang neve.
Az 1977. évi Karszt és Barlangban lévő, Gábori Miklós által írt összefoglalásban az van írva, hogy a Dunántúlon végzett régészeti feltárások között új a Pilis hegységben lévő Bivak-barlangban, a Remete-barlangban és a Remete-völgyi Felső-barlangban történt ásatás. A Bivak-barlangból a jankovichien nyomai és a sokkal későbbi barlangi gravettien ipara került elő. A szedimentológiai, faunisztikai stb. vizsgálatok ellenőrzése itt is pontosította a jankovichien kultúra időrendi helyzetét. Kora a Würm 1. körüli időre tehető. A tanulmányban van egy Magyarország térkép, amelyen a Magyarországon lévő, régészetileg kutatott barlangok földrajzi elhelyezkedése figyelhető meg. A térképen látható a Dunántúl lelőhelyei közé sorolt Bivak-barlang földrajzi elhelyezkedése. A folyóirat 1977. évi különszámába bekerült az összefoglalás angol nyelvű változata. Ebben a tanulmányban is közölve lett a térkép, amelyen Bivak Cave a barlang neve.

### 1979-től
Az 1979-ben napvilágot látott, Komárom megye régészeti topográfiája című könyvben szó van arról, hogy Pilisszentléleken, a Csévi-szirtek Ny-i sziklafalában, 500 m tszf. magasságban található a hasadék jellegű Bivakbarlang (18/7. sz. lelőhely) bejárata (barlang, őskőkor, őskor?, középkor?). A barlangot Jánossy Dénes és Vértes László tárták fel 1953-ban. Az üreg kitöltésföldjének alsó felében lévő, a Würm ½ interstadiálisban kialakult szürke rétegből óriásgím, barlangi medve és lemming csontokon kívül néhány, dunántúli jellegű szeletai kőeszköz, szeleta kaparó és durva penge, szép kidolgozású nyeles levélhegy, kaparó, illetve két hasított alapú csonthegy töredéke került elő. Egy pengetöredék és egy sarkos árvéső volt a felső sárga rétegben, amely réteg a Würm 3 eljegesedés maximumára datálható. Valószínűsíthető ezek miatt, hogy a barlangot átmeneti tanyaként használták a gravetti csoport vadászai. (A leletanyag: MNM Pb 53/107–112, Pb 55/7.)

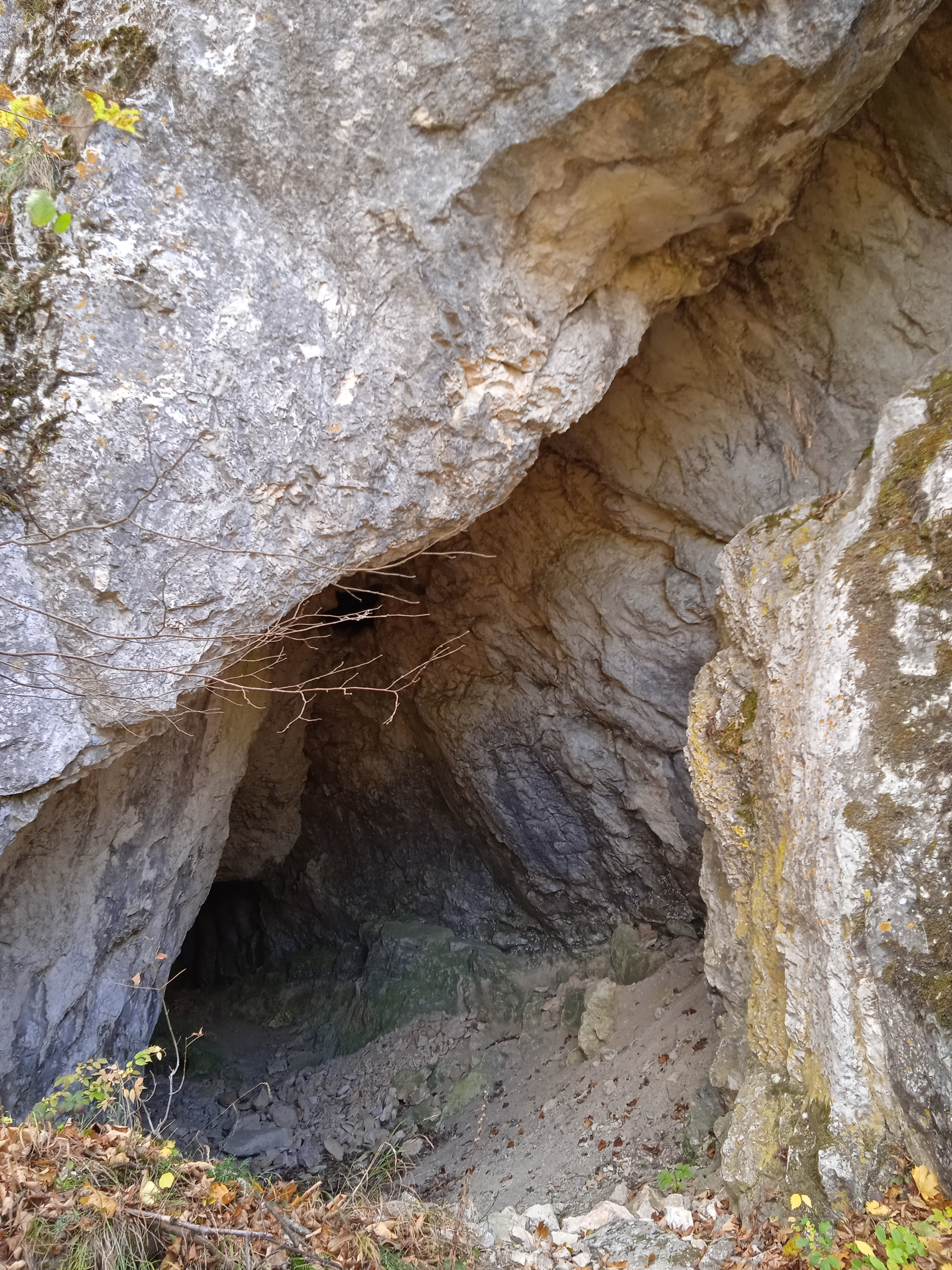
A Bivak-barlang bejárata

Nem lettek megőrizve az ásatásokon talált edénytöredékek, pedig azok bizonyíthatták volna a barlang későbbi, minden bizonnyal középkori lakottságát is, lásd Legény-barlang. Állatcsontokat és pattintott eszközöket gyűjtött Szepessy Géza is a Bivak-barlangban és a barlang előtt (Dorogi Szénmedence Tájmúzeuma 59.40.1.–43.2; 60.33.1. A tájmúzeum gyűjteménye 1965-től az Esztergomi Balassa Bálint Múzeumban van). A Legény-barlang, Leány-barlang és Bivak-barlang kapcsolatba van hozva a pálos rend őstörténetével. A Pilis hegységben remetéskedő Özséb a remeték által már régóta lakott három vagy hármas barlangot választotta lakhelyének. Ez a hármas barlang a Legény-barlang, a Leány-barlang és a felettük található Bivak-barlang lehetett. Özséb és az Özséb köré gyűlt sok remete 1250 körül a Szent Kereszt tiszteletére kis templomot és kolostort épített a hármas barlangtól nem messze. Ettől kezdve valószínűleg legfeljebb időszakosan voltak lakottak ezek a barlangok. A kiadványban van egy Pilisszentlélek térkép, amelyen megfigyelhető a Bivak-barlang földrajzi elhelyezkedése. A térképen 7-es számmal van jelölve a lelőhely.
Az 1984-ben kiadott, Magyarország barlangjai című könyv szerint a gravetti kultúra jellegzetes kőeszközei közül két típust lehetett elkülöníteni, a kis méretű (mikrogravett) hegyeket, és az apró, tompított hátú pengéket. Ehhez hasonló leletanyag került elő a Kis-kevélyi-barlang, a Szelim-lyuk, a Jankovich-barlang és a Bivak-barlang felső pleisztocén rétegeiből. Hegy- és dombvidéken helyezkednek el ezek a lelőhelyek, és a rénszarvasmaradványok nagy száma jellemző mindenhol. Ezért ezek a barlangok minden bizonnyal rénszarvasra specializálódott vadásznépek alkalmi tanyahelyeiként szolgáltak. A kiadványban van egy Magyarország térkép, amelyen azoknak a Magyarországon lévő barlangoknak a földrajzi elhelyezkedése figyelhető meg, amelyek őslénytani leleteik miatt legismertebbek. A térképen látható a Bivak-barlang földrajzi elhelyezkedése. A kiadványban van egy Magyarország térkép, amelyen a Magyarországon lévő, régészetileg kutatott jelentősebb barlangok földrajzi elhelyezkedése figyelhető meg. A térképen látható a Bivak-barlang földrajzi elhelyezkedése. Az országos barlanglistában szerepel a Pilis hegység barlangjai között a barlang Bivak-barlang néven Pilisi Bivak-barlang névváltozattal. A listához kapcsolódóan látható a Dunazug-hegység barlangjainak földrajzi elhelyezkedését bemutató 1:500 000-es méretarányú térképen a barlang földrajzi elhelyezkedése.
Az 1989. évi Karszt és Barlangban lévő tanulmány szerint az 1938 és 1959 közötti időszakban, a Dunántúlon lévő addig kutatatlan barlangok ásatásai közül különösen jelentős a Bivak-barlang ásatása. A publikációban van egy térkép, amelyen a régészeti leletek miatt ismert jelentősebb magyarországi barlangok földrajzi elhelyezkedése figyelhető meg. A térképen látható a Bivak-barlang földrajzi elhelyezkedése. A folyóirat 1989. évi különszámában napvilágot látott a tanulmány angol nyelvű változata. Ebben a tanulmányban is közölve lett a térkép, amelyen Bivac Cave a barlang neve.

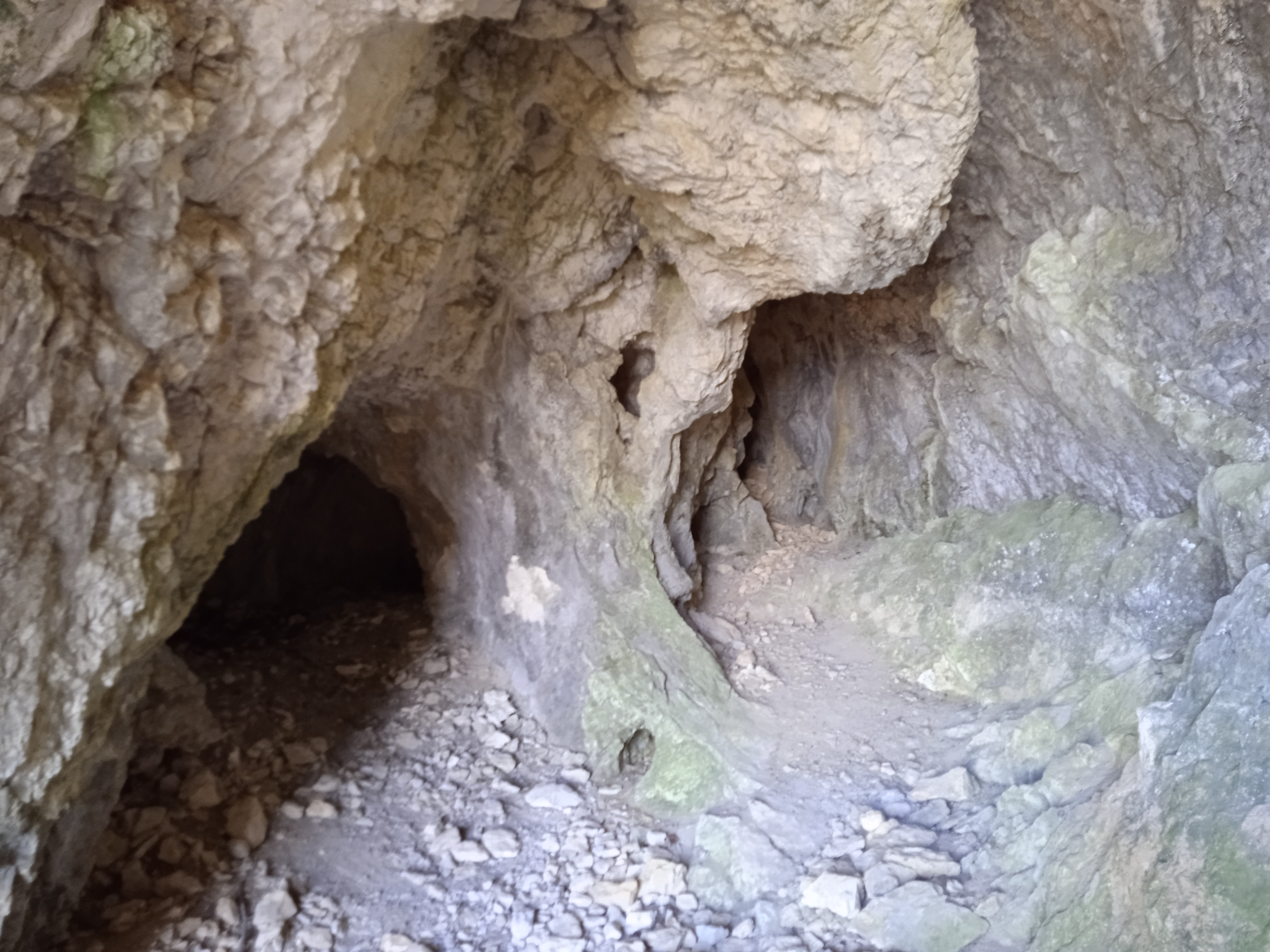
A Bivak-barlang belseje

1990-ben Kárpát József, Pálinkás és Vajda mérték fel a Bivak-barlangot, majd a felmérés felhasználásával meg lett rajzolva a barlang 1:100 méretarányú, 1 keresztmetszetet is bemutató alaprajz térképe. Ebben az évben Kárpát József elkészítette a Legény-barlang környékének (Csévi-szirtek) áttekintő térképét. A térképen látható a Bivak-barlang (a térképen Bivak) bejáratának földrajzi elhelyezkedése.

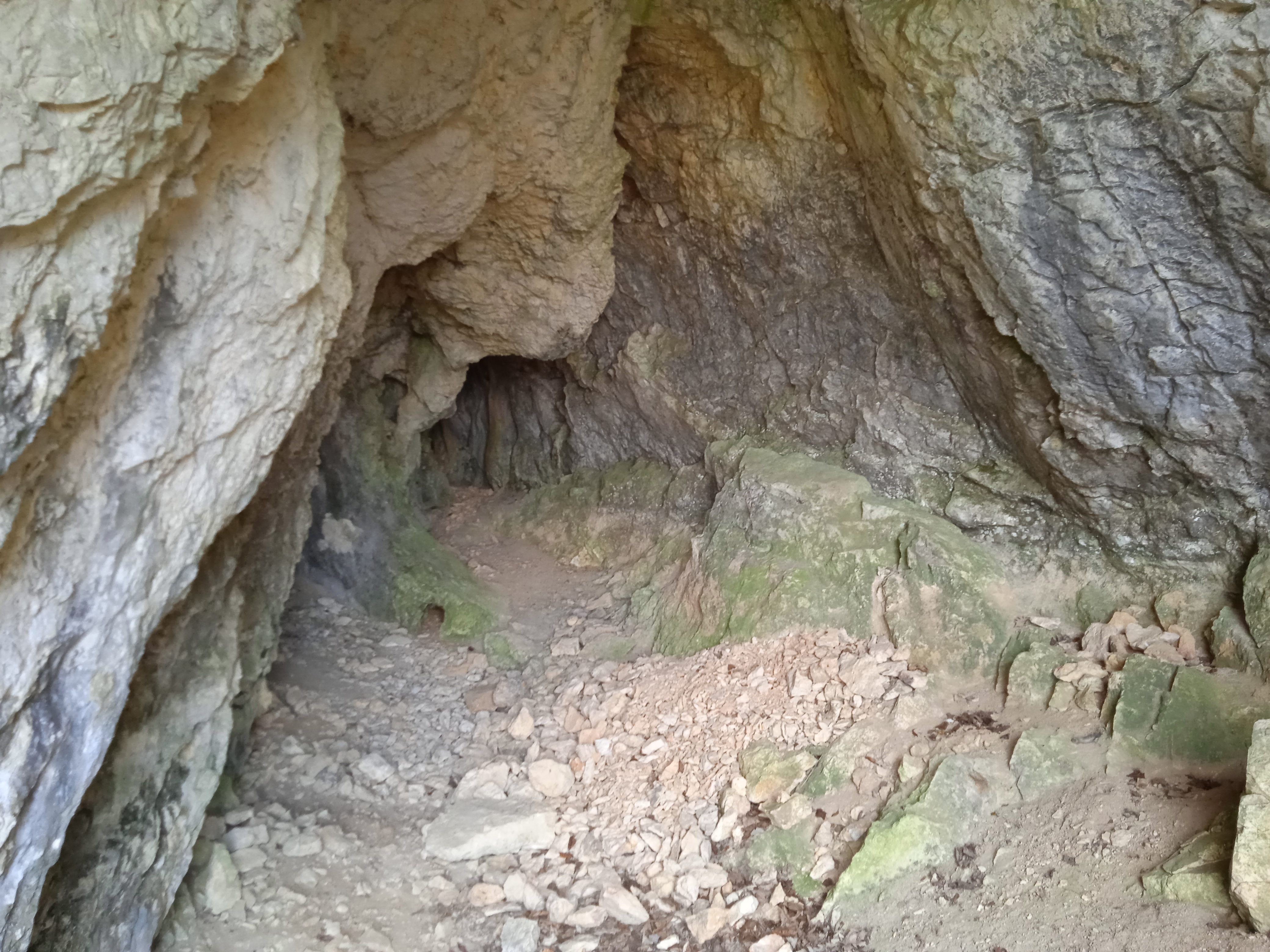
A Bivak-barlang belseje

A Kárpát József által 1990-ben írt kéziratban szó van arról, hogy a Bivak-barlangnak, másik nevén Csévi-szirti Bivak-barlangnak (Pilisszentlélek) a Legény-barlang felett, kb. 50 m-rel magasabban van a bejárata. A Legény-barlang és Leány-barlang közötti horhoson felmászva, a horhos talpszintjétől D-re 25 m-re, 6–7 m-es sziklafal aljában helyezkedik el a barlang vízszintesen kezdődő, 6,2 m széles és 4,5 m magas bejárata. Ásatásra utaló nyomok figyelhetők meg a bejárat előtti részen. 12 m hosszú folyosójához balról 4 m-es kis oldalág kapcsolódik. Kis fülkét képez az oldalág. A főtéjén lévő és nehezen megmászható kürtőn keresztül egy felső kis terembe lehet jutni. Oldásformák között hasadékszerűen elszűkül a barlang vége, ahol a külső +20–23 °C-os hőmérsékletben kifelé tartó légáramlás észlelhető. ÉK–DNy-i irányú hasadékból áll jobb oldali fala. Farkasfogak, fosszilis cseppkőbekérgezések és néhány helyen kondenzvizes borsókő ékesíti. Falai algásak, néhány helyen nedvesek időszakos csepegés miatt. Finom és durva kőzettörmelék a kitöltése. A felszerelés nélkül bejárható barlang alkalmas bivakoláshoz. Nincsenek benne mesterségesen beépített tárgyak. A benne bivakolók szemetelése és firkálása veszélyezteti. Az ismertetésbe bekerült a barlang 1990-ben készült térképe és a Legény-barlang környékének (Csévi-szirtek) 1990-ben készült áttekintő térképe.
A Kárpát József által 1991-ben írt összeállításban meg van említve, hogy a piliscsévi Bivak-barlang 14 m hosszú és 0 m mély. Az 1991-ben napvilágot látott, A Pilis és a Visegrádi-hegység című útikalauzban meg van ismételve az 1967-es és az 1974-es útikalauzokban található barlangleírás. A 2000. évi Karsztfejlődésben lévő tanulmányban van egy ábra, amelyen látható a Pilis hegységben található néhány barlang és édesvízi mészkő előfordulás földrajzi elhelyezkedése. Az ábrán megfigyelhető, hogy a Bivak-barlang (a rajzon Bivak a neve) mekkora függőleges kiterjedésű és mekkora tszf. magasságban helyezkedik el. 2002-ben a Barlangtani Intézet megbízásából Deák István és Kovács Richárd mérték fel. A felmérés alapján Kovács Richárd szerkesztett alaprajz térképet, amelyen a bejárat rajza is látható, és hosszmetszet térképet. A barlang 19 m hosszú, 1,5 m mély és 8,5 m magas a felmérés szerint.
A 2005-ben kiadott, Magyar hegyisport és turista enciklopédia című kiadványban önálló szócikke van a barlangnak. A könyv szerint a Bivak-barlang a Pilis hegységben található védett természeti érték. A Csévi-szirtek sziklafalának tövében, 536 m tszf. magasságban nyílik. Bejárata 3 m magas és 6,8 m széles. A szabadon megtekinthető barlang 19 m hosszú. Karsztvízszint alatt oldódott ki triász mészkőben. Pazonyi Piroska 2006-os doktori értekezésében az van írva, hogy Jánossy Dénes és Vértes László tárták fel 1953-ban a kicsi, hasadék jellegű Bivak-barlangot. A barlang sárga rétege 15,5 ezer éves, sárgásszürke rétege 17 ezer éves. A barlangnak gazdag faunája és világosan tagolt rétegsora van. A humusz alatt sárga, majd narancs színű, ez alatt sárgásszürke, szürke, végül barna kitöltést találtak. Az utolsó eljegesedést követő időszakra jellemző a barlang pleisztocén faunája. A sárga rétegből származó csontok kora a Pazonyi Piroska által Gliwice-ben (Lengyelország) elvégeztetett szénizotópos kormeghatározás alapján Gd-15614: 15970±270 B.P. A kéziratban látható egy fekete-fehér fénykép, amely Jánossy Dénesék 1957-ben kiadott publikációjából származik. A fényképen megfigyelhető a barlang ásatási profilja.

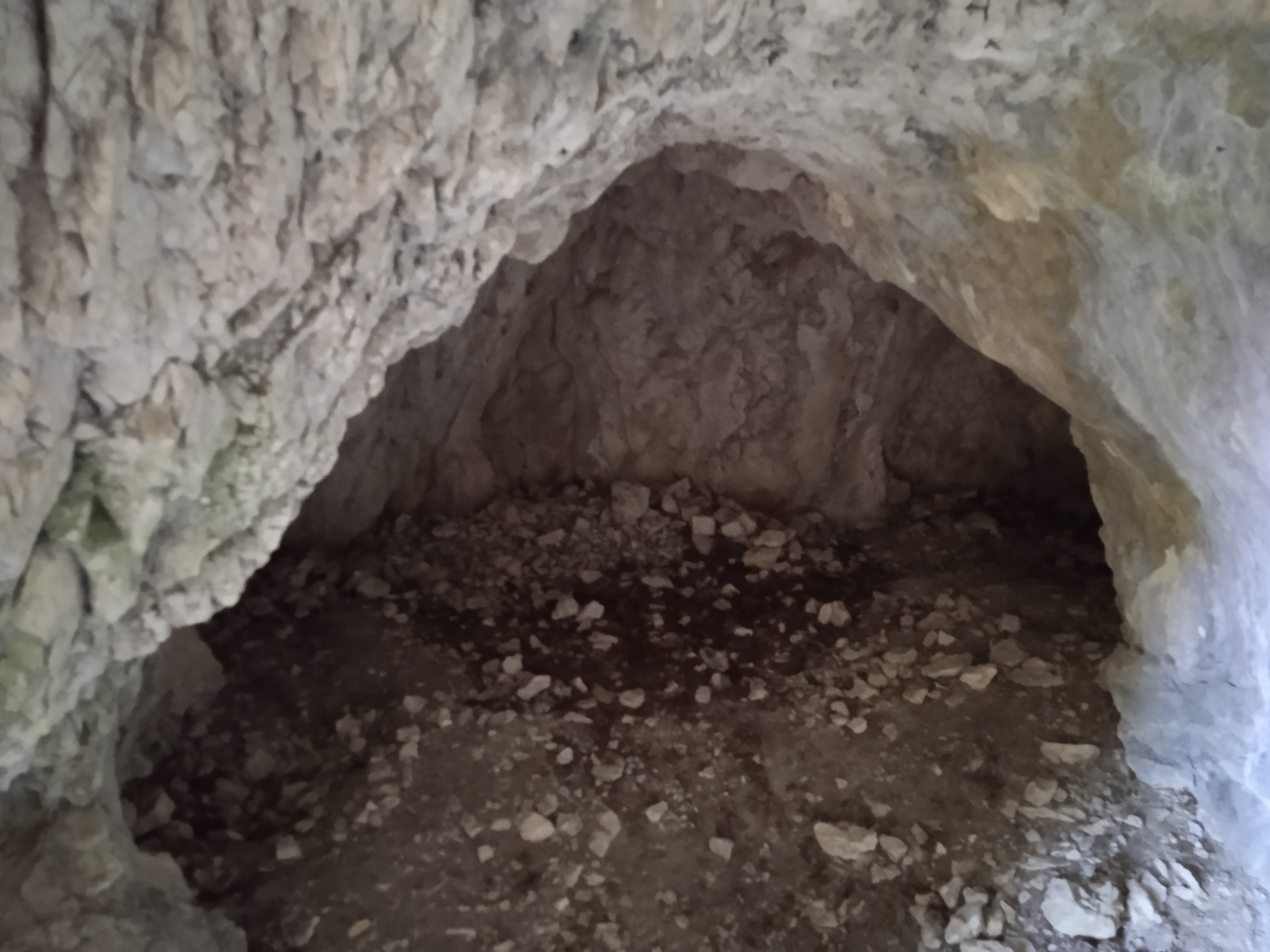
A Bivak-barlang belseje

A Duna–Ipoly Nemzeti Park Igazgatóság működési területén, a Pilis hegységben elhelyezkedő, 4840/8 kataszteri számú Bivak-barlang, 2006. február 28-tól, a környezetvédelmi és vízügyi miniszter 8/2006. KvVM utasítása szerint, megkülönböztetett védelmet igénylő barlang. A 2007. évi Karszt és Barlangban meg van említve, hogy a Csévi-szirtek 47 barlangja 3 csoportba osztható hosszúság alapján. A Bivak-barlang a közepesen hosszú, 10–20 m hosszú barlangok közé tartozik. 1–6 mm-es, fehéres-sárgás gömb alakú huzatborsókő sok helyen előfordul a Csévi-szirtek barlangjaiban, pl. a Bivak-barlangban. Leginkább ott fordul elő, ahol a barlangi légáramlás megerősödik, azaz a szűkülő járatok előtt és után. Az 1. ábrán, amely a Csévi-szirtek térképe, jelölve van a barlang földrajzi elhelyezkedése.
A Mészáros Lukács által írt, 2011-ben publikált tanulmányban az olvasható, hogy a Vaskapu-barlang állatközössége legjobban a felső würm együttesekhez, pl. a Bivak-barlang maradványaihoz hasonló. Mészáros Lukácsék átvizsgálták a pilisszántói szintbe sorolt Bivak-barlangnak és további 13 barlangnak a Magyar Természettudományi Múzeum Föld- és Őslénytárában, illetve az Országos Földtani Múzeumban (Magyar Állami Földtani Intézet) őrzött csontanyagát. Meg akarták tudni, hogy az erdei cickányként (Sorex araneus) meghatározott maradványok nem-e havasi cickány (Sorex alpinus) maradványok. A Bivak-barlang anyagában voltak Sorex csontok, de azok nem havasi cickány maradványoknak bizonyultak. A Duna–Ipoly Nemzeti Park Igazgatóság működési területén lévő, 4840-91 kataszteri számú Bivak-barlang, 2012. február 25-től, a vidékfejlesztési miniszter 4/2012. (II. 24.) VM utasítása szerint, megkülönböztetetten védett barlang. 2013. augusztus 12-től a belügyminiszter 43/2013. (VIII. 9.) BM rendelete szerint a Komárom-Esztergom megyei Esztergom-Pilisszentléleken található, 4840-91 barlangkataszteri számú és 2298 lelőhely-azonosítójú Bivak-barlang régészeti szempontból jelentős barlangnak minősül.

## További irodalom
- Jánossy Dénes: Forschungen in der Bivakhöhle, Ungarn. Eiszeitalter und Gegenwart, 1957. (8. köt.) Öhringen/Würt. 19–25. old.
- Jánossy Dénes – K. Varbók Sarolta – Herrmann Margit – Vértes László: Forschungen in der Bivakhöhle. European Union of Geosciences, 1957. (8.) 18–36. old.
- Tamaskó Béla: A BETE 1943. évi működése. A Budapesti Egyetemi Turista Egyesület beszámolója az 1943. évi működéséről. Budapest, BETE, 1944. 4., 9–11. old.
- Vértes László: Paläolithische Kulturen des Würm I/II-Interstadials in Ungarn. Acta Archaeologica Academiae Scientiarum Hungaricae, 1954. (5. köt.) 3–4. sz. 270., 276., 277. old.
- –: MNM Adattára 140.K.III. Kézirat. (A kézirat megtalálható a Magyar Nemzeti Múzeumban.)
- –: MNM Adattára 161.K.III. Kézirat. Az 1953. szeptember 16-ai ásatási nap leírása. (A kézirat megtalálható a Magyar Nemzeti Múzeumban.)
- –: MNM Adattára 163.B.III. Kézirat. (A kézirat megtalálható a Magyar Nemzeti Múzeumban.)
- –: MNM Adattára XI.261/1961. Kézirat. (A kézirat megtalálható a Magyar Nemzeti Múzeumban.)